# العبدلاب

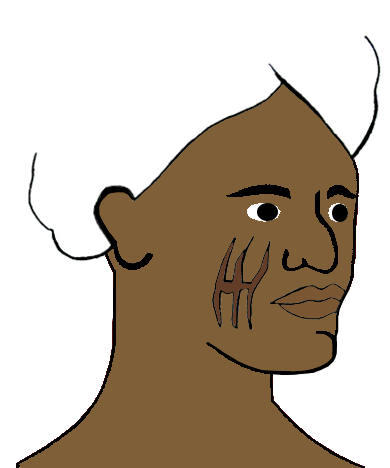
الندوب النموذجية لقبيلة العبدلاب

العبدلاب هي قبيلة من قبائل السودان تنتسب إلى محمد بن الحسن العسكري المعروف لدى الشيعة بأنه الإمام الثاني عشر الإمام المهدي، كان منها شيوخ مشيخة قري ومشيخة الحلفاية.

## عبد الله جماع
- تزوج عبد الله جماع جد قبائل العبدلاب من امرأة من بني أمية من قبيلة قريش وأنجبت له:

1. أحمد أدركوجا، جد قبائل الأدركوجاب
2. إسماعيل العقيل
3. محمد ديومة، جد قبائل الديوماب
4. إدريس الأنقير، جد قبائل الأنقرياب
5. محمد سبه، جد قبائل السباباب

- ثم تزوج عبد الله جماع من عائشة بنت حمد أبو دنانة وأنجبت له:

1. عجيب المانجلك

## مشيخة قري ومشيخة الحلفاية
استمال عبد الله جميع قبائل العرب الموجودة بالسودان ووحد كلمتهم تحت سلطان يدير شؤونهم ويخرجهم مما كانوا فيه من الضعف الشديد الذي أحاط بهم من ملوك العنج فبايعوه على محاربة العنج وصار يفتح مداينهم الواحدة بعد الأخرى ثم رأى أنه من الأوفق أن يتعاهد مع ملك الفونج المسمى عمارة دونقس المقيم بجبال الفونج بجهة لول وتعاهدا على أن يمده ملك الفونج بنجدة من عساكره وتجهز بجيوش جرارة من قبائل العرب وتقدم لحرب العنج بهذا الجيش العظيم وجالدهم في عدة وقائع حتى انتصر عليهم وفتح البلاد من أي جهة في الشمال إلى سوبة وقتل ملكهم علوة وكان لملك العنج قائد عظيم يسمى حسب الله ففر ببقية الجيش إلى قري التي بها سور عظيم في الجبال ثم لحقه عبد الله جماع وحاصره حتى سلم وبعد ذلك خضعت له جميع بلاد السودان إلا جهة شواطئ البحر الأحمر -التي فتحها ابنه الشيخ عجيب بعده- واستحوذ على غنائم كثيرة منها تاج الملك المرصع بالجواهر وعقد الهيكلي المفصل بالدر والياقوت التي صار يتوارثه ملوك العبدلاب إلى أن استلمه أحمد باشا والي السودان الأول من الشيخ إدريس بن ناصر ثم اقتسما الملك فكانت الجزيرة فقط لعمارة دونقس الذي انتقل من الجنوب إلى جبال الفونج مقر مملكته واختط سنار عاصمة له وجميع أجزاء السودان الأخرى للشيخ عبد الله جماع فحكم الشيخ عبد الله جماع ستين سنة حتى مات.

### ملوك العبدلاب
1. الشيخ عبد الله جماع -حكم 60 سنه
2. الشيخ عجيب المانجلك بن الشيخ عبد الله جماع- حكم 48 سنه
3. الشيخ عثمان عجيب المانجلك- حكم سنه واحدة
4. الشيخ محمد العقيل بن الشيخ عجيب المانجلك -حكم 25 سنة
5. الشيخ عبد الله البرنس بن العقيل بن عجيب المانجلك.........حكم 17 سنة
6. الشيخ هجو بن عثمان بن عجيب المانجلك.................حكم 5 سنوات
7. الشيخ عجيب الثاني بن عريبي بن عجيب المانجلك..........حكم 6 سنوات
8. الشيخ مسمار بن عريبي بن عجيب المانجلك...............حكم 5 سنوات
9. الشيخ علي بن عثمان بن عجيب المانجلك..................حكم7 سنوات
10. الشيخ حمد السميح بن عثمان بن عجيب المانجلك..........حكم 10 سنوات
11. الشيخ عجيب الثالث بن محمد العقيل بن عجيب المانجلك.....حكم 15 سنة
12. الشيخ بادي بن عجيب الثالث بن محمد العقيل بن عجيب المانجلك 4 سنوات
13. الشيخ دياب أبو نائب بن بادي بن العقيل بن عجيب المانجلك..حكم 9 سنوات
14. الشيخ عبد الله بن عجيب بن العقيل بن عجيب المانجلك........حكم 21 سنة
15. الشيخ تمام بن عجيب بن العقيل بن عجيب المانجلك.......حكم 4 سنوات
16. الشيخ مسمار بن عبد الله بن عجيب بن العقيل بن عجيب المانجلك. حكم 5 سنوات
17. الشيخ ناصر بن شمام بن عجيب بن العقيل بن عجيب المانجلك.. حكم 8 سنوات
18. الشيخ عجيب بن عبد الله بن عجيب بن العقيل بن عجيب المانجلك- حكم 20 سنة
19. الشيخ عمر بن عبد الله بن عجيب بن العقيل عجيب المانجلك...حكم عامان
20. الشيخ الأمين بن مسمار بن عبد الله بن بن عجيب بن العقيل بن عجيب المانجلك أقل من سنة
21. الشيخ عبد الله بن عجيب بن عبد الله بن عجيب بن العقيل بن عجيب المانجلك 7 سنوات
22. الشيخ ناصر بن الأمين مسمار بن عبد الله بن عجيب بن العقيل بن عجيب المانجلك حكم 25 سنة، انتهى عهده بالفتح التركي للسودان 1821 م

## ديارهم
ينتشر العبدلاب الآن في عدة ولايات من السودان على النحو التالي :
1. الولاية الشمالية وولاية نهر النيل: يقيم الأدركوجاب أبناء أحمد أدركوجه بنواحي دنقلا وحفيرمشو وتنقسي الجزيرة، كما يقيم الانقراب أبناء إدريس الأنقير بن عبد الله جماع في عموديتي ارتولي والباوقه التابعتين لمركز بربر، ويقطن الديوماب أبناء محمد ديومه جهة جبل جاري ومرنات .
2. ولاية الخرطوم: يسكن في بلدة الجيلي السباب أبناء محمد سبه. ويقال أن محطة الجيلي الحالية سُميت باسم أحد أجدادهم أما في شمبات وحلفاية الملوك والحديفي فقد استقر العجيباب والشماباب وبعض ذرية محمد العقيل. وأقام الحماداب أبناء حماد بن عجيب في الشجرة، وحلتهم تعرف إلى الآن باسمهم، كذلك يعيش المسامير والشماميم في دبك، وذرية ود عنتر بدبة ود العجيل .
3. ولاية الجزيرة: يقطن في الكاملين من العبدلاب الشماميم والمسامير، ويقال أن اسمها أصلا مشتق منهم، كما يسكنون أيضا في عد الشيخ جماع وبرنكو والسعداب والهلالية، وفي الأخيرة يقيم أيضا الاسيداب أبناء الأسيد، ويعيش العريباب أبناء الشيخ عريبي بن الشيخ عجيب في بلده العريباب بجهة رفاعة قرب الهلالية، وكذلك العبوداب في عبود .
4. شرق السودان : في مدينة القضارف يقيم الشاوراب أبناء الشيخ شاور، أما العتامنة أبناء الشيخ عثمان بن الشيخ عجيب المانجلك فإنهم يقطنون في ولاية البحر الأحمر، وينتشرون من محطة مسمار إلى حدود مصر وإلى طوكر وحلايب وبورتسودان، ومحمد قول وأهم مراكزهم ديم عرب ببورتسودان، ولهم ناظر وشيخ خط وسبع عشرة عمودية وعدد كبير من الشيوخ ومنهم الشيخ علي بيتاي المشهور بتعليم القرآن الكريم هناك .
5. ولايات كردفان: إبان حرب المسبعات أخذت بطون من العبدلاب تدخل منطقة جبال النوبة، واستقرت في جبال الضباب إلى وقتنا هذا، وشاركتهم سكناهم بعض القبائل العربية، وصاروا يعرفون الآن باسم الشوابنة نسبة لجبل شيبون، وسكن بعضهم في منطقة (تيري- مندي) شمال منطقة تالودي والعقبة غرب هيبان التي سميت بذلك تيمنا بعقبة قري عاصمة العبدلاب الأولى. ومنهم جماعة كبيرة أنشأت قرية في مدينة كادوقلي تسمى الشمة أما في شمال جبال النوبة فقد اتخذوا أسماء متعددة، من أشهرها اسم الفونج على سبيل المجاز للعلاقة التي كانت بين العبدلاب والفونج قديما، وقد اتجه نفر منهم إلى هذه الناحية حيث استقر الرجل الأول منهم -واسمه الحاج أحمد - في جبال الكدرو من شمال الدلنج، وما لبث أن أسس قبيلة كاملة تعرف الآن بأولاد جبريل، ومنهم المسعودية وكبير هؤلاء القوم اليوم الشيخ هجين ناصر نقد الله، وهو صاحب الككر المتنازع عليه اليوم ومنهم جماعة استقروا في ديار بني جازم. كذلك توجد بطون من العبدلاب في منطقة شرق الجبال -تقلي -كما أكد ذلك إبراهيم عباس ضابط تعليم مركز الفولة سنة 1965 م بمدينة كادوقلي وفي منطقة شمال كردفان عدد من زراري العبدلاب وخصوصا في مدينة بارا .